# 神经科学的历史
从古埃及的木乃伊到 18 世纪对“球体”和神经元的科学研究，神经科学相关的实践贯穿了历史。然而早期文明缺乏足够的手段来获取有关人类大脑的知识。因此，他们对心智内部运作的假设并不准确。早期关于大脑功能的观点认为它是一种“颅内填充物”。从古埃及的中央王国晚期开始，古埃及人为了准备木乃伊而经常切除大脑大脑，这是因为心脏被认为是智力的所在地而不是大脑。古希腊作家希罗多德描述制作木乃伊的第一步为：“最完美的做法是用铁钩尽可能多地提取大脑，而铁钩无法触及的部分则与药物混合。”在接下来的五千年里，这种观点发生了逆转。大脑现在被认为是智力的所在地，尽管如“用心”等词汇仍常见于日常使用当中。

## 古代

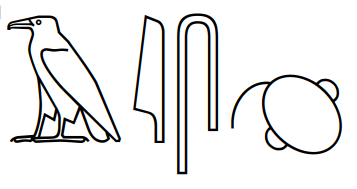
埃德温·史密斯纸莎草纸中表示大脑或头骨的象形文字。

最早对大脑的提及出现在写于公元前 17 世纪的艾德溫·史密斯紙草文稿中。 这张莎草纸中出现了八次代表大脑的象形文字，描述了两名头部受伤、颅骨骨折患者的症状、诊断和预后。纸莎草的作者（一名战地外科医生）的评估暗示古埃及人对头部创伤的影响有着模糊的认知。虽然这份文稿对这些症状的进行了详细的描述，然而却也同时显示出了古埃及人缺乏这些病症的医学先例。这篇文章的作者注意到了“裸露的大脑的脉动”，并将大脑表面与铜渣的波纹表面进行了比较（双方都具有回沟纹路）。作者除了发现损伤的偏侧性与症状的偏侧性有关以外还描述了头部受伤后的失语（“他不和你说话”）和癫痫发作（“他极度颤抖”）。古代文明对人类大脑的观察仅有着对基本机制和头部安全重要性的理解。此外，考虑到那时有关人体解剖学的医学实践普遍基于神话和迷信，战场外科医生的思想似乎主要基于逻辑推论和简单观察。 
在古希腊，人们对大脑的兴趣始于克罗顿的阿尔克迈翁的工作，他似乎已经解剖了眼睛并将大脑与视觉联系起来。他还提出大脑才是支配身体的器官（斯多葛学派称之为霸权），感觉依赖于大脑，而不是心脏。阿尔克梅翁相信大脑合成感觉的能力使它也是记忆和思想的所在地。 
关于霸权的争论在古希腊哲学家和医生之间持续了很长时间。在公元前 4 世纪，亚里士多德认为心脏是智力的所在地，而大脑则负责血液的冷却机制。他推断人类比野兽更理性的原因之一是人类有更大的大脑来冷却他们的血液。 另一方面，在希腊化时期，亚历山大港的希罗菲卢斯和埃拉西斯特拉图斯从事涉及到解剖人体的研究，并为大脑的首要地位提供了证据。他们确定了大脑和小脑之间的区别，并辨认了脑室和硬脑膜。他们大部分的作品现在都丢失了，如今我们主要通过二手资料来了解他们的成就。他们的一些发现在他们死后一千年才被重新发现。 
在罗马帝国时期，希腊医生和哲学家盖伦解剖了牛、巴巴里猕猴、猪和其他非人类哺乳动物的大脑。他的结论是，小脑比大脑更密集并控制肌肉，而大脑是柔软的并且是处理感官的地方。盖伦进一步推测，大脑的功能是由动物灵魂通过脑室进行运动而实现的。他还注意到特定的脊神经控制特定的肌肉，并提出了肌肉相互作用的概念。只有到了 19 世纪，弗朗索瓦·马让迪和查尔斯·贝尔对脊柱功能的理解才超越了盖伦的理解。  

## 中世纪到现代早期
中世纪的伊斯兰医学专注于身心如何相互作用和强调了解心理健康的必要性。大约在公元1000年左右，生活在安达卢斯的宰赫拉威对神经疾病患者进行了评估，并对头部受伤、颅骨骨折、脊柱损伤、脑积水、硬膜下积液和头痛等疾病进行了手术治疗。 在波斯，伊本·西那(Ibn-Sina) 介绍了有关颅骨骨折及其手术治疗的详细知识， 阿维森纳还发现了小脑蚓部和尾状核。这两个术语今天仍在现代神经解剖学中使用。他也是第一个将精神缺陷与大脑中脑室或额叶缺陷联系起来的人。 活跃于中世纪穆斯林世界的宰赫拉威、伊本·魯世德、 伊本·蘇爾和邁蒙尼德也描述了一些与大脑有关的医学问题。
在 13 世纪和 14 世纪之间，Mondino de Luzzi和Guido da Vigevano撰写了欧洲第一本解剖学教科书，其中包括了对大脑的描述。  

### 文艺复兴时期

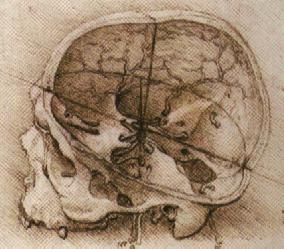
达芬奇的人类头骨素描之一

安德雷亚斯·维萨里对盖伦式的解剖学观点提出了质疑。 维萨里在解剖过程中观察到了大脑和其他神经系统的许多结构特征。 除了记录壳核和胼胝体等许多解剖学特征外，维萨里还提出大脑由七对脑神经组成，每对都有专门的功能。其他同时代的学者也通过提供他们自己的研究来推进维萨里的工作。

### 科学革命
17世纪，勒内·笛卡尔研究了大脑的生理机制，并提出了二元论来解决大脑与心智关系的问题。在记录了负责循环脑脊液的大脑机制后，他提出了松果体是大脑与身体相互作用的地方这一观点。 扬·斯瓦默丹将被切断的青蛙大腿肌肉放入密封注射器中，在注射器的尖端装入少量的水，当他通过刺激神经使肌肉收缩时，注射器内的水位并没有上升反而微量地降低了，这个研究反驳了当年盛行一时的气球理论（肌肉通过充气来进行运动）。行为基于刺激的想法的出现对于日后的神经刺激导致运动的理论具有重要的意义。 托马斯·威利斯研究了大脑、神经和行为，以开发神经系统治疗。他详细描述了脑干、小脑、脑室和大脑半球的结构。

## 现代时期
18 世纪下半叶， 路易吉·伽伐尼 、 Lucia Galeazzi Galvani和Giovanni Aldini在解剖青蛙中首次观察到了电在神经中的作用。 1811 年， 塞萨尔·朱利安·让·法洛伊斯首次定义了大脑区域的特定功能。他通过研究动物解剖学和病变来学习呼吸的机制，并在延髓中发现了呼吸功能的中心。  1811年至1824年间，查尔斯·贝尔和弗朗索瓦·马让迪通过解剖和活体解剖发现，脊柱的腹根传递运动冲动，而后根接受感觉输入（贝尔-马让迪定律）。 在 1820 年代， Jean Pierre Flourens开创了在动物中进行局部大脑损伤的实验方法，并描述了大脑损伤对运动、感知和行为的影响。在19世纪中叶，埃米爾·杜布瓦-雷蒙、約翰內斯·彼得·繆勒和赫尔曼·冯·亥姆霍兹表明神经元是电兴奋的，并且它们的活动能够可预测地影响相邻神经元的电状态。 
1848年，约翰·马丁·哈洛 ( John Martyn Harlow ) 描述了菲尼亚斯·盖奇的病历。菲尼亚斯·盖奇的额叶在一次爆炸事故中被一根铁捣棒刺穿，在这之后科研人员通过他来研究了前额叶皮层与执行功能之间的联系。  1861年，保罗·布罗卡听说Bicêtre医院的一名患者患有进行性语言丧失和瘫痪，但既没有丧失理解力，也没有丧失精神功能。布罗卡进行了尸检，确定患者左侧大脑半球的额叶有病变。布罗卡在 1865 年发表了他对 12 名患者的尸检结果。他的工作启发了其他人进行仔细的尸检，目的是将更多的大脑区域与感觉和运动功能联系起来。另一位法国神经学家马克·达克斯（Marc Dax）早在一代人之前也做过类似的观察。  布罗卡的假设得到了Gustav Fritsch和Eduard Hitzig的研究的支持，他们在 1870 年发现用电流对运动皮层进行刺激会导致狗身体特定部位不自主地进行肌肉收缩。约翰·休林·杰克逊对癫痫患者的观察支持了Gustav Fritsch和Eduard Hitzig的发现，杰克逊在 1870 年代通过观察全身癫痫发作的进程来推断出运动皮层的组织。 卡爾·韋尼克进一步发展了特定大脑结构为了语言理解和生产而专业化的理论。理查德·卡顿在 1875 年提出了他关于兔子和猴子大脑半球电现象的发现。 1878 年， Hermann Munk在狗和猴子身上发现视觉功能位于枕叶皮质区域，  大卫·费里尔于 1881 年发现听觉功能位于颞上回， 哈維·庫興于 1909 年发现触觉功能位于中央后回。 现代研究仍然使用科比尼安·布洛德曼的解剖学定义以区分在执行不同任务时会被激活的不同皮质区域。 
对大脑的研究在显微镜被发明和卡米洛·高尔基于 1890 年开发出了更优秀的染色技术之后变得更加复杂。高尔基的染色技术使用铬酸银盐来揭示单个神经元的复杂结构。他的技术被圣地亚哥·拉蒙-卡哈尔使用并导致了神经元学说的形成，即大脑的功能单位是神经元的假说。高尔基和拉蒙·卡哈尔因对整个大脑神经元的广泛观察、描述和分类而于 1906 年分享了诺贝尔生理学或医学奖。神经元学说的假设得到了 Galvani 在肌肉和神经元电兴奋性方面的实验的支持。 1898 年，英国科学家约翰纽·波特·兰利首先创造了“自主”一词，用于对神经纤维与周围神经细胞的连接进行分类。 兰利被称为化学受体理论之父之一，他的研究也是“受体物质”概念的起源。  十九世纪末，弗朗西斯·戈奇（ Francis Gotch ）对神经系统功能进行了实验。 1899 年，他描述了发生在动作电位之间的“不兴奋”或“不应期”。他的主要关注点是神经相互作用如何影响肌肉和眼睛。 
Heinrich Obersteiner于 1887 年创立了“中枢神经系统解剖学和生理学研究所”，后来被称为维也纳医科大学的神经学或 Obersteiner 研究所。它是世界上最早的大脑研究机构之一。他研究了小脑皮层，描述了Redlich-Obersteiner 区，并于 1888 年撰写了第一本关于神经解剖学的书籍。研究前庭器官生理学和病理学的罗伯特·巴拉尼于1900年从该学校毕业。 Obersteiner 后来被Otto Marburg取代。 

## 二十世纪
自二十世纪之后神经科学开始被认为是一门独立的统一学科。
伊万·巴甫洛夫对神经生理学的许多领域做出了贡献。他的大部分工作涉及气质、条件反射和非自愿反射动作的研究。 1891年，巴甫洛夫应邀到圣彼得堡实验医学研究所组织和指导生理学系。 经过 12 年的研究，他于 1897 年出版了《消化腺的工作》 。他的实验为他赢得了 1904 年的诺贝尔生理学和医学奖。在同一时期，弗拉基米尔·别赫捷列夫发现了 15 种新的条件反射，并以与巴甫洛夫在条件反射研究方面的竞争而闻名。 1907 年，他在圣彼得堡国立医学院创立了心理神经学研究所，并与Alexandre Dogiel一起工作。在研究所，他试图建立一种跨越多学科的大脑探索方法。 俄罗斯莫斯科高等神经活动研究所成立于1950年7月14日。
查尔斯·斯科特·谢灵顿的工作主要集中在条件反射上，他发现了运动单位。谢灵顿因证明反射需要整合激活和肌肉的相互神经支配（谢灵顿定律）而获得诺贝尔奖。    谢灵顿还与Thomas Graham Brown合作，后者于 1911 年第一个提出了关于中央模式发生器的想法。布朗认识到，基本的踏步模式可以由脊髓产生，而不需要来自皮层的命令。  
乙酰胆碱是第一个被发现的神经递质。 1915 年， 亨利·哈利特·戴尔首次发现了它对心脏组织的作用。它在 1921 年被格拉茨的奥托·勒维证实为一种神经递质。 

显示动作电位的阈值的图表。

二十世纪初，神经科学家面临的一个主要问题是动作电位的生理学基础。 1902 年和 1912 年， 尤里乌斯·伯恩施坦提出了动作电位是由轴突膜对离子的通透性变化引起的假设。  伯恩斯坦也是第一个提出跨膜静息电位能斯特方程的人。 1907 年，路易斯·拉皮克 ( Louis Lapicque ) 提出动作电位是在超过阈值时产生的， 动作电位后来被显示为离子电导动力系统的产物。英国生理学家基思·卢卡斯和他的门徒埃德加·阿德里安对感觉器官和神经细胞的功能进行了大量研究。基思·卢卡斯在 20 世纪头十年的实验证明了肌肉完全收缩或完全不收缩，这被称为全有或全无原则。 埃德加·阿德里安（Edgar Adrian）在对青蛙的实验中观察到了神经纤维的作用。这证明科学家可以直接研究神经系统功能，而不仅仅是间接研究。这导致在神经生理学领域进行的各种实验和这些实验所需技术的创新迅速增加。 阿德里安早期的大部分研究都受到了研究真空管截获和增强编码信息的方式的启发。 同时， 約瑟夫·厄爾蘭格和约瑟夫·厄尔兰格修改示波器以让其在低电压下运行，并观察到了动作电位发生在两个阶段——一个尖峰接着一个后尖峰。他们发现神经有多种形式，每一种都有自己的兴奋潜力。通过这项研究，两人发现动作电位的速度与神经纤维的直径成正比，并因此获得了诺贝尔奖。 
Kenneth Cole于 1937 年加入哥伦比亚大学，并一直留在那里直到 1946 年，在那里他在神经组织电学特性建模方面取得了开创性进展。伯恩斯坦关于动作电位的假设得到了科尔和霍华德柯蒂斯的证实，他们表明在动作电位期间膜电导增加。  David E. Goldman与 Cole 合作，于 1943 年在哥伦比亚大学推导出戈德曼方程。   艾伦·劳埃德·霍奇金在洛克菲勒研究所度过了一年（1937-38 年），期间他与 Cole 一起测量了静息状态下鱿鱼巨型轴突膜的直流电阻。 1939 年，他们开始在鱿鱼的巨大神经纤维内使用内部电极，科尔在 1947 年开发了电压钳技术。霍奇金和安德鲁·赫胥黎后来提出了一个数学模型，用于在鱿鱼的巨型轴突的神经元中传输电信号以及它们如何启动和传播，称为霍奇金-赫胥黎模型。 1961-1962 年间，Richard FitzHugh 和 J. Nagumo 简化了霍奇金-赫胥黎模型，即菲茨休-南云方程。 1962 年，伯纳德·卡茨模拟了神经元之间被称为突触的空间的神经传递。从 1966 年开始，埃里克·坎德尔和合作者检查了与海兔的学习和记忆储存相关的神经元的生化变化。 1981 年，Catherine Morris 和 Harold Lecar 将这些模型组合成Morris-Lecar 模型。这种越来越量化的工作产生了许多生物神经元模型和神经计算模型。
埃里克·坎德尔及其合作者引用了David Rioch 、 Francis O. Schmitt和斯蒂芬·库夫勒在建立该领域的过程中发挥了关键作用。  Rioch 于 1950 年代开始在沃尔特里德陆军研究所将基础解剖学和生理学研究与临床精神病学相结合。同一时期，施密特在麻省理工学院生物系内建立了一个神经科学研究项目，将生物学、化学、物理学和数学结合在一起。第一个独立的神经科学系（当时称为心理生物学）由James L. McGaugh于 1964 年在加州大学欧文分校创立。 斯蒂芬·库夫勒于 1966 年在哈佛医学院创立了神经生物学系。 “神经科学”一词的第一次正式使用可能是在 1962 年，出自麻省理工学院主办的弗朗西斯·施密特 ( Francis O. Schmitt ) 的“神经科学研究计划”。 
随着时间的推移，大脑研究已经经历了哲学、实验和理论阶段，大脑模拟的工作或许将在未来变得更加重要。 

## 神经科学研究所和组织
由于对神经系统的兴趣日益增加，一些著名的神经科学研究所和组织已经成立，为所有神经科学家提供一个论坛。最大的专业神经科学组织是神经科学学会（SFN），总部设在美国，但包括来自其他国家的许多成员。